# 블라드와 니키타
블라드와 니키타(러시아어: Влад и Никита)는 블라디슬라프 바슈케토브(Владисла́в Вашкетов, 2013년 2월 26일 ~ )와 니키타 바슈케토브(Никита Вашкетов, 2015년 6월 4일 ~ )가 운영하는 유튜브 채널이다.

## 가족
- 빅토리아 바슈케토브(Виктория Вашкетов)
- 크리스티안 세르게이 바슈케토브(Кристиан Серге́й Вашкетов)

## 같이 보기
- 가장 많이 구독된 유튜브 채널 목록